# Plotosus lineatus

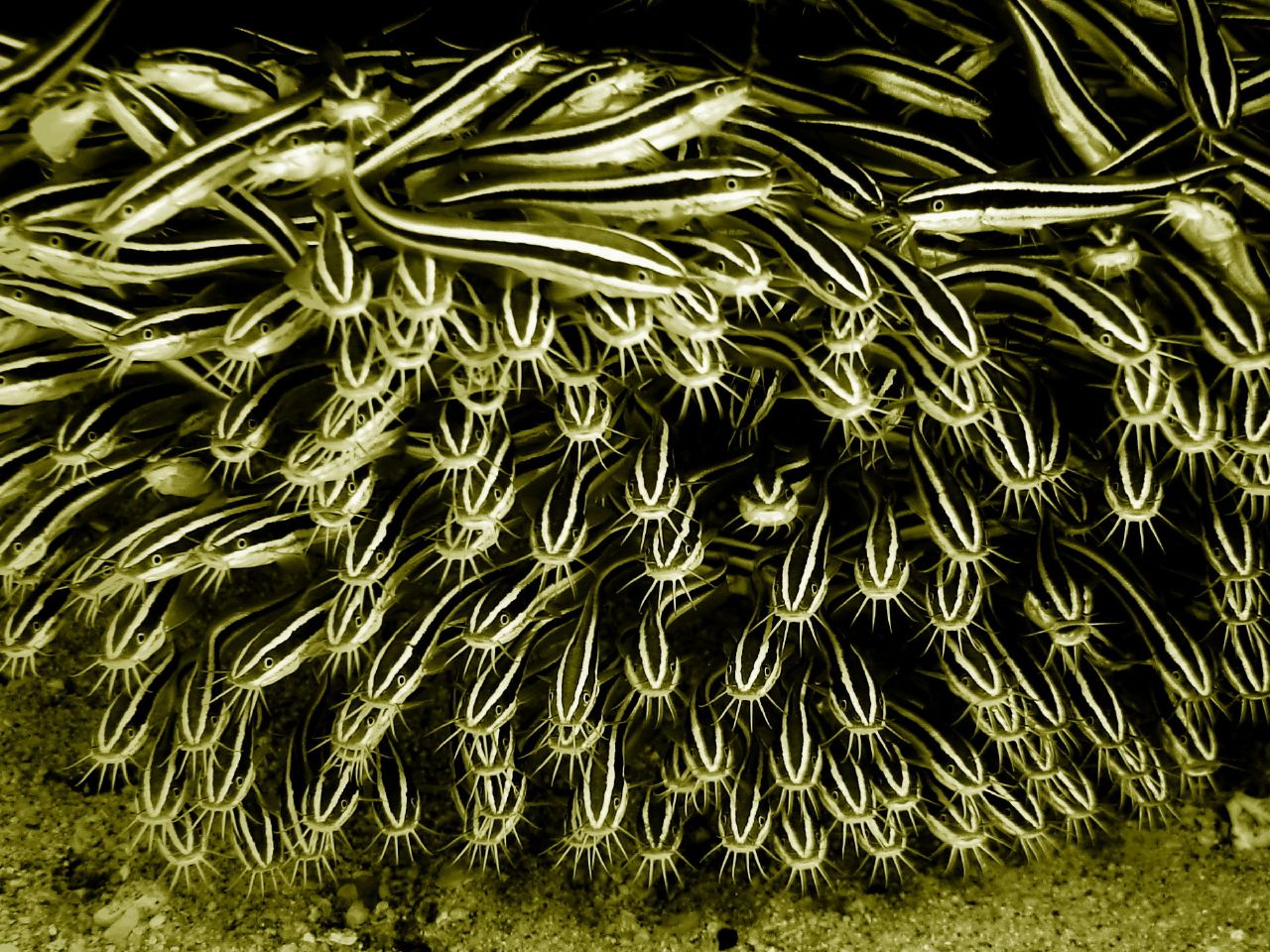
Cardumen.

Plotosus lineatus es una especie de peces de la familia Plotosidae en el orden de los Siluriformes.

## Morfología
Los machos pueden llegar alcanzar los 32 o 35 cm de longitud total.
Cuando son immaduros son completamente negros. A medida que maduran se convierten en marrones y aparecen rayas horizontales de color amarillo o blanco. Una vez es adulto, el brillo de los colores se desvanece.

## Reproducción
Es ovíparo y, en su hábitat natural, excava nidos para depositar los huevos.

## Alimentación
Se alimenta principalmente de  algas y de invertebrados  bentónicos, aunque los ejemplares grandes también comen peces  pequeños.
Es el único pez de esta especie que se puede encontrar en los  arrecifes de coral.

## Distribución geográfica
Se encuentra desde el Mar Rojo y la África Oriental hasta Samoa, el sur del Japón, el sur de Corea, Australia y Micronesia (República de Palau y Yap ).

## Observaciones
Las picaduras de este pez pueden llegar a ser mortales.